# Bengt Fröbom
Bengt Axel Eugén Fröbom (12 de dezembro de 1926 — 8 de junho de 2012) foi um ciclista sueco que competia em provas de pista.
Competiu nos Jogos Olímpicos de Verão de 1952 em Helsinque, onde fez parte da equipe sueca que terminou em décimo primeiro lugar na perseguição por equipes de 4 km.